# Sól (gmina)
Sól – dawna gmina wiejska istniejąca w latach 1863–1954 na Lubelszczyźnie. Siedzibą gminy była Sól.
Gmina Sól powstała w 1863 w Królestwie Polskim a po jego podziale na powiaty i gminy z początkiem 1867 weszła w skład w powiatu biłgorajskiego w guberni lubelskiej. W 1912 gmina Sól została włączona do guberni chełmskiej. Poprzedni podział administracyjny przywróciły okupacyjne władze austriackie po zajęciu Lubelszczyzny przez Austro-Węgry w 1915. W 1919 gmina znalazła się w woj. lubelskim. Do 1939 była jednostką samorządu terytorialnego, pełniącą również funkcje administracyjne zlecone przez państwo. 
Według stanu na 30 września 1921 gmina Sól obejmowała miejscowości Banachy, Bidaczów Nowy, Bidaczów Stary, Brodziaki, Ciosmy, Dereźnia Majdańska, Dereźnia Solska, Dereźnia Zagrody, Dereźniańska Wola, Korczów, Łazory, Majdan Nowy, Majdan Stary, Margole, Okrągłe, Rogale, Rogóźnia, Ruda Solska, Ruda Zagrody, Smólsko, Sól i Zofiampol. Gmina liczyła 8.453 mieszkańców. 1 kwietnia 1927 wsie Brodziaki, Korczów, Okrągłe i Smólsko włączono do gminy Puszcza Solska, a wieś Margole włączono do gminy Aleksandrów.
Podczas okupacji gmina należała do dystryktu lubelskiego (w Generalnym Gubernatorstwie). Po wyzwoleniu powołano do życia Radę Narodową w Soli na mocy statutu z dnia 1 stycznia 1944. 
Według stanu na 1 lipca 1952 gmina Sól składała się z 13 gromad: Banachy, Bidaczów Nowy, Bidaczów Stary, Ciosmy, Dereźnia, Łazory, Majdan Nowy, Majdan Stary, Rogale, Rogóźnia, Ruda Solska, Sól i Wola Dereźniańska. 
Gmina Sól została zniesiona 29 września 1954 w ramach reformy wprowadzającej gromady w miejsce gmin. Na obszarze dawnej gminy Sól utworzono gromady Bidaczów Stary, Majdan Nowy, Podlesie, Smólsko Duże, Sól i Wola Dereźniańska. 1 lipca 1960 zniesiono gromady Podlesie i Bidaczów Stary, których obszary włączono do gromady Sól, oraz Smólsko Duże - do gromady Majdan Nowy. 
W kolejnej reformie administracyjnej 1 stycznia 1973 gmina Sól nie została odtworzona. Większość jej obszaru należy dziś do gminy Biłgoraj (Bidaczów Nowy, Bidaczów Stary, Brodziaki, Ciosmy, Dereźnia, Korczów, Okrągłe, Ruda Solska, Ruda Zagrody, Smólsko Duże, Sól, Wola Dereźniańska, Zofiampol), a skrawki do gmin Księżpol (Majdan Nowy, Majdan Stary, Rogale), Aleksandrów (Margole) i Harasiuki (Banachy, Łazory, Rogóźnia).